# Premio Owen Wister
Il premio Owen Wister (detto anche Owen Wister Award) è un premio letterario statunitense istituito nel 1961, è un premio assegnato ogni anno per il miglior libro dell'anno, assegnato dalla Western Writers of America (WWA) per contributi di tutta la vita nel campo della letteratura western. Il premio ha preso il nome dello scrittore Owen Wister (The Virginian, 1902), che ha dato molti contributi eccezionali alla West americano.

## Il premio
Dal 1961 al 1990 è stato nominato il premio Saddleman e veniva assegnata una statuetta di bronzo lucidato di un cowboy in Levi's, la sella sulla spalla destra e un ferro di cavallo nella mano sinistra, fatta dello scultore Spero Anargyros, ed era sponsorizzato dalla Levi Strauss & Co. Nel 1991 dopo che Levi Strauss ha lasciato la sponsorizzazione, il premio è stato rinominato in premio Owen Wister (Owen Wister Award) per il contributo nella storia del western e nella letteratura western. Dal 1991 al 1994 i vincitori hanno ricevuto una figura in bronzo incisa di un cowboy, dal 1994 i vincitori hanno ricevuto un disegno di bufala in bronzo su base di legno fatta dallo scultore Robert H. Duffie.

## Albo d'oro

### Premio Saddleman
- 1961: Will Henry
- 1962: Jeanne Williams
- 1963: Fred Grove
- 1964: Mari Sandoz
- 1965: Benjamin Capps
- 1966: Alvin M. Josephy, Jr.
- 1967: Nelson C. Nye
- 1969: Frederick D. Glidden
- 1970: John Wayne
- 1971: Thomas Thompson
- 1972: John Ford
- 1973: Glenn Vernam
- 1974: W. Foster-Harris
- 1975: Nellie Snyder Yost
- 1976: Dorothy M. Johnson
- 1977: Elmer Kelton
- 1978: A. B. Guthrie Jr.
- 1979: Lewis B. Patten
- 1980: C. L. Sonnichsen
- 1981: Louis L'Amour
- 1982: Eve Ball
- 1983: Bill Gulick
- 1984: Dee Brown
- 1985: Leon Claire Metz
- 1986: Jack Warner Schaefer
- 1987: Clint Eastwood
- 1988: Don Worcester
- 1989: Wayne D. Overholser
- 1990: Max Evans

### Premio Owen Wister
- 1991: Glendon Swarthout
- 1992: Tom Lea
- 1993: Douglas C. Jones
- 1994: Robert M. Utley
- 1995: Gordon D. Shirreffs
- 1996: David Lavender
- 1997: José Cisneros
- 1998: Premio non assegnato.
- 1999: Norman Zollinger
- 2000: Dale L. Walker
- 2001: Richard S. Wheeler
- 2002: David Dary
- 2003: Don Coldsmith
- 2004: Matt Braun
- 2005: Judy Alter
- 2006: Andrew J. Fenady
- 2007: John Jakes
- 2008: Tony Hillerman
- 2009: Elmore Leonard
- 2010: N. Scott Momaday
- 2011: James A. Crutchfield
- 2012: Loren D. Estleman
- 2013: Jory Sherman
- 2014: Robert J. Conley
- 2015: Win Blevins
- 2016: Lucia St. Clair Robson
- 2017: Louise Erdrich
- 2018: Rudolfo Anaya
- 2019: Will Bagley
- 2020: Johnny D. Boggs
- 2021: Kathleen e Michael Gear[1]
- 2022: Irene Bennett Brown[2]
- 2023: Joseph M. Marshall III[3]
- 2024: Quintard Taylor[4]